# Махново (Бєжаницький район)
Махново (рос. Махново) — присілок в Бєжаницькому районі Псковської області Російської Федерації.
Населення становить 209 осіб. Входить до складу муніципального утворення Бєжаницьке муніципальне утворення.

## Історія
Від 2005 року входить до складу муніципального утворення Бєжаницьке муніципальне утворення.

## Населення
| 2001 | 2002 | 2010 |
| ---- | ---- | ---- |
| 290  | ↘246 | ↘209 |